# Словеначки национализам
Словеначки национализам је национализам који тврди да су Словенци нација и промовише културно јединство Словенаца. Словеначки национализам први пут се јавио као одговор на прилив идеја национализма из Француске револуције који је стигао у данашњу Словенију када су француске снаге под командом Наполеона Бонапарте основале Илирске провинције које су захватале и словеначке територије. Словеначки националисти као што су Антон Корошец прихватили су идеју уједињења Јужних Словена током Првог свјетског рата као средство ослобађања Словеније од аустроугарске владавине.
Након што је реформистичка влада предвође комунистичком партијом легализовала остале политичке партије, нове политичке партије објавиле су Мајску декларацију, захтијевајући формирање суверене, демократске и плуристичке словеначке државе. Референдум о независности од Југославије је одржан 26. децембра 1990. на коме је већина подржала независност. Словенија је прогласила независност 25. јула 1991. године.